# 圖利凱爾

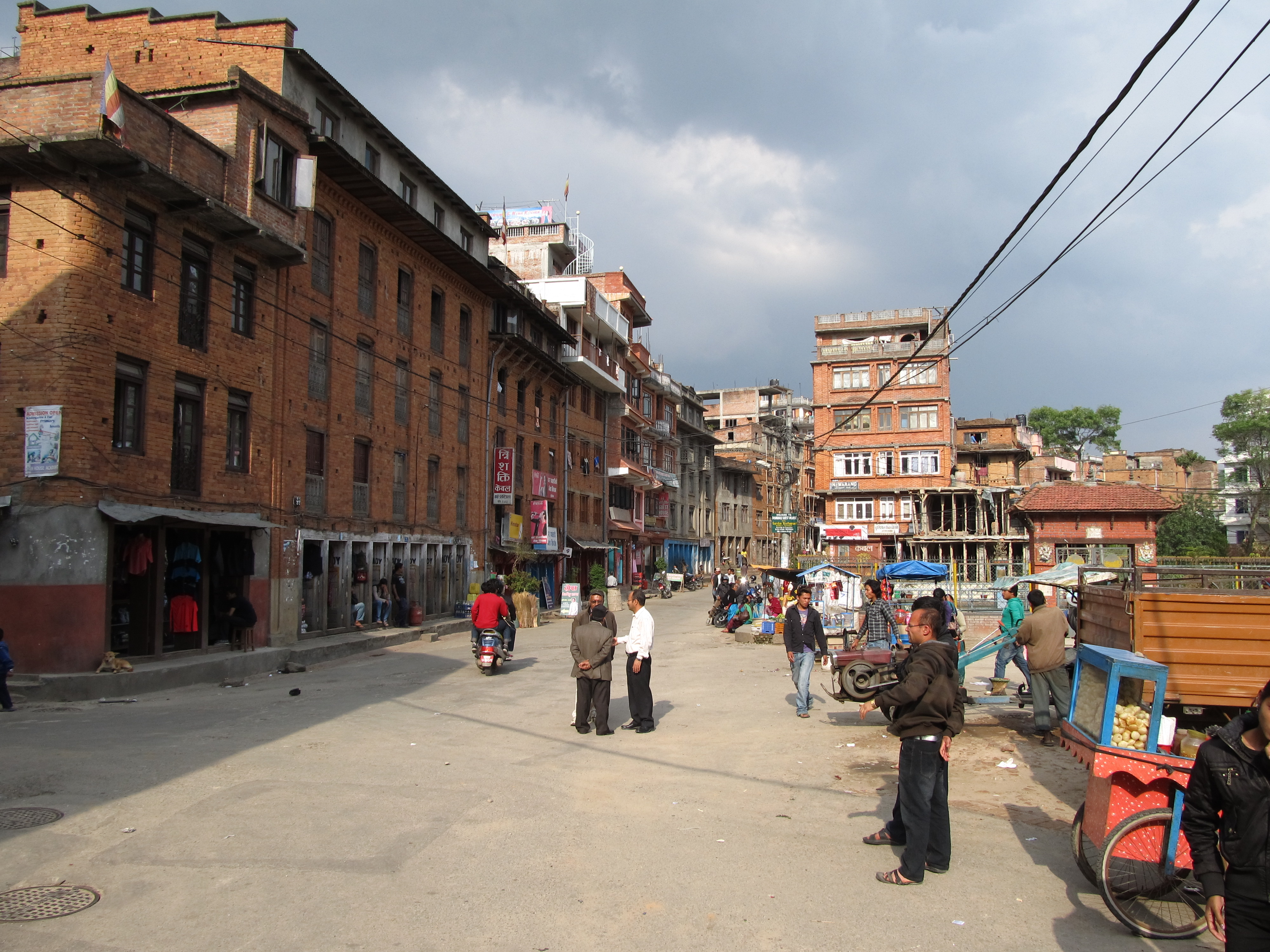
圖利凱爾

圖利凱爾（धुलिखेल）是尼泊爾的城鎮，位於該國中部，由巴格馬蒂省負責管轄，處於首都加德滿都以東約25公里，面積10.87平方公里，海拔高度1,556米，2011年人口14,283。

## 外部連結
- https://web.archive.org/web/20141020183134/http://www.dhulikhel.org/
- http://www.vegetarian-restaurants.net/Nepal/Kathmandu-Valley/Dhulikhel.htm （页面存档备份，存于）